# Tour de France 1934
28. Tour de France rozpoczął się 3 lipca, a zakończył 29 lipca 1934 roku w Paryżu. Zwyciężył po raz drugi Francuz Antonin Magne (poprzednio w 1931 roku). W klasyfikacji górskiej najlepszy górskiej był Francuz René Vietto, a wśród drużyn zwyciężyli Francuzi.

## Etapy
| Etap | Data     | Trasa                           | Dystans   | Zwycięzca                       | Lider wyścigu    |
| ---- | -------- | ------------------------------- | --------- | ------------------------------- | ---------------- |
| 1    | 3 lipca  | Paryż – Lille                   | 262 km    | Georges Speicher                | Georges Speicher |
| 2    | 4 lipca  | Lille – Charleville             | 192 km    | René Le Grevès                  | Antonin Magne    |
| 3    | 5 lipca  | Charleville – Metz              | 166 km    | Roger Lapébie                   | Antonin Magne    |
| 4    | 6 lipca  | Metz – Belfort                  | 220 km    | Roger Lapébie                   | Antonin Magne    |
| 5    | 7 lipca  | Belfort – Évian-les-Bains       | 293 km    | René Le Grevès Georges Speicher | Antonin Magne    |
| 6    | 9 lipca  | Évian-les-Bains – Aix-les-Bains | 207 km    | Georges Speicher                | Antonin Magne    |
| 7    | 10 lipca | Aix-les-Bains – Grenoble        | 229 km    | René Vietto                     | Antonin Magne    |
| 8    | 11 lipca | Grenoble – Gap                  | 102 km    | Giuseppe Martano                | Antonin Magne    |
| 9    | 12 lipca | Gap – Digne-les-Bains           | 227 km    | René Vietto                     | Antonin Magne    |
| 10   | 13 lipca | Digne-les-Bains – Nicea         | 156 km    | René Le Grevès                  | Antonin Magne    |
| 11   | 15 lipca | Nicea – Cannes                  | 126 km    | René Vietto                     | Antonin Magne    |
| 12   | 16 lipca | Cannes – Marsylia               | 195 km    | Roger Lapébie                   | Antonin Magne    |
| 13   | 17 lipca | Marsylia – Montpellier          | 172 km    | Georges Speicher                | Antonin Magne    |
| 14   | 18 lipca | Montpellier – Perpignan         | 177 km    | Roger Lapébie                   | Antonin Magne    |
| 15   | 20 lipca | Perpignan – Ax-les-Thermes      | 158 km    | Roger Lapébie                   | Antonin Magne    |
| 16   | 21 lipca | Ax-les-Thermes – Luchon         | 165 km    | Adriano Vignoli                 | Antonin Magne    |
| 17   | 22 lipca | Luchon – Tarbes                 | 91 km     | Antonin Magne                   | Antonin Magne    |
| 18   | 23 lipca | Tarbes – Pau                    | 172 km    | René Vietto                     | Antonin Magne    |
| 19   | 25 lipca | Pau – Bordeaux                  | 215 km    | Ettore Meini                    | Antonin Magne    |
| 20   | 26 lipca | Bordeaux – La Rochelle          | 183 km    | Georges Speicher                | Antonin Magne    |
| 21 A | 27 lipca | La Rochelle – La Roche-sur-Yon  | 81 km     | René Le Grevès                  | Antonin Magne    |
| 21 B | 27 lipca | La Roche-sur-Yon – Nantes       | ITT 90 km | Antonin Magne                   | Antonin Magne    |
| 22   | 28 lipca | Nantes – Caen                   | 275 km    | Raymond Louviot                 | Antonin Magne    |
| 23   | 29 lipca | Caen – Paryż                    | 221 km    | Sylvère Maes                    | Antonin Magne    |

## Klasyfikacje

### Generalna
| Poz. | Zawodnik           | Kraj       | Czas         |
| ---- | ------------------ | ---------- | ------------ |
| 1.   | Antonin Magne      | Francja    | 147h 13' 58" |
| 2.   | Giuseppe Martano   | Włochy     | +27' 31"     |
| 3.   | Roger Lapébie      | Francja    | +52' 15"     |
| 4.   | Félicien Vervaecke | Belgia     | +57' 40"     |
| 5.   | René Vietto        | Francja    | +59' 02"     |
| 6.   | Ambrogio Morelli   | Włochy     | +1h 12' 02"  |
| 7.   | Ludwig Geyer       | III Rzesza | +1h 12' 51"  |
| 8.   | Sylvère Maes       | Belgia     | +1h 20' 56"  |
| 9.   | Mariano Cañardo    | Hiszpania  | +1h 29' 02"  |
| 10.  | Vicente Trueba     | Hiszpania  | +1h 40' 39"  |

### Górska
| Poz. | Zawodnik           | Kraj      | Pkt |
| ---- | ------------------ | --------- | --- |
| 1.   | René Vietto        | Francja   | 111 |
| 2.   | Vicente Trueba     | Hiszpania | 93  |
| 3.   | Giuseppe Martano   | Włochy    | 78  |
| 4.   | Félicien Vervaecke | Belgia    | 76  |
| 5.   | Fédérico Ezquerra  | Hiszpania | 75  |

### Drużynowa
| Poz. | Kraj                   | Czas         |
| ---- | ---------------------- | ------------ |
| 1.   | Francja                | 443h 42' 41" |
| 2.   | Włochy                 | +3h 09' 51"  |
| 3.   | Szwajcaria / Hiszpania | +3h 44' 24"  |
| 4.   | III Rzesza             | +8h 09' 55"  |